# 阿尔汉格尔斯克州
阿尔汉格尔斯克州（羅馬化：Arkhangelskaya oblast），是俄羅斯聯邦主體之一，屬西北部聯邦管區，包括新地島、法蘭茲約瑟夫地，面積587,400平方公里（含原本计划并入的涅涅茨自治區），2025年人口989,434。首府阿尔汉格尔斯克。

## 地理
阿爾漢格爾斯克州位於東歐平原北部。北臨白海、巴倫支海及喀拉海。東接科米共和國，西鄰卡累利阿共和國。主要河流為北德維河及奧涅加河。
除了新地島及法蘭茲約瑟夫地群島之外，阿爾漢格爾斯克州大部份都為泰加林所覆蓋。分佈最廣的樹為檜樹和松樹，東部還可見到冷杉及落葉松。為大陸性氣候，東北部位亞寒帶氣候。

## 歷史
最初此地的居民為芬蘭-烏戈爾人，俄羅斯人（波默爾人）于11世紀至12世紀開始在此定居。波莫爾人從霍爾莫戈雷開始向東探索，在往西伯利亞北部方向發現了北方海路。16世紀初，波莫爾人在曼加澤亞開設了港口。1584年，伊凡四世（雷帝）下令建設了俄羅斯最早的海港城市阿爾漢格爾斯克，並以此為據點，將以西伯利亞的曼加澤亞為起點的北方海路與經過斯堪的納維亞半島的東北航路聯接了起來，使得此處與英國（莫斯科公司）及荷蘭的貿易非常的繁榮。於是阿爾漢格爾斯克州發展了起來。該時期的主要產品是毛皮。1703年，聖彼得堡建成之後，對於英國及荷蘭來說阿爾漢格爾斯克的重要性降低了。特別是從1750年代開始至第一次世界大戰和俄國革命爆發的1920年之間，挪威北部與被稱為波默爾貿易的海上貿易變得繁盛了起來。從挪威捕得的魚與俄羅斯的穀物的交換對於雙方來說都是非常重要的。一戰時，在干涉俄國革命北俄羅斯干涉一役中，由于溫斯頓·邱吉爾率領的英軍及美國北俄遠征軍的暫時佔領，使得波莫爾貿易開始終結。革命之後，蘇聯政府禁止民間貿易，阿爾漢格爾斯克變成了保密行政區。俄國革命之前為阿爾漢格爾斯克縣，1937年9月23日升格為阿爾漢格爾斯克州。1930年代，史達林命將200萬人及烏克蘭的富農作為反革命強行遷入此地。第二次世界大戰後，蘇聯將這片廣大的森林及凍原地區作為核試驗的場所使用。阿爾漢格爾斯克的外港北德文斯克為核潛艇製造計劃的中心。

## 產業及資源
主要有漁業、林業、木材加工業、造紙業及汽車製造業。亦有兵工廠。
產有石油、天然氣、鑽石、泥炭。南部發現有大規模的岩鹽層。
首府阿爾漢格爾斯克向南有普列謝茨克太空發射場。

## 城市
除首府阿爾漢格爾斯克外，還有北德文斯克、科特拉斯、新德文斯克、科里亞日馬、卡爾戈波雷等。
索洛韋茨基群島的索洛维茨基修道院在斯大林時期作為集中營，成為之後的古拉格的原型。亞歷山大·索忍尼辛的小說《古拉格群島》中描繪了集中營中的勞動及拷問，該小說于1970年獲得了諾貝爾文學獎。

## 標準時區
摩爾曼斯克州使用莫斯科時間。時差為UTC+4小時、無夏令時。（2011年3月之前時區為UTC+3、夏令時為UTC+4）

## 外部連結
- （俄文） 阿爾漢格爾斯克州政府官網 （页面存档备份，存于）